# Igors Miglinieks
Igors Miglinieks (ur. 4 maja 1964 w Rydze) – łotewski koszykarz występujący na pozycji rzucającego obrońcy, po zakończeniu kariery sportowej trener koszykarski. W barwach Związku Radzieckiego mistrz olimpijski z Seulu.
Brał także udział w IO 92, już w barwach Wspólnoty Niepodległych Państw (4 miejsce). Był koszykarzem m.in. CSKA Moskwa. W 1991 roku wziął udział w FIBA All-Star Game.
Obecnie jest trenerem. Od lipca 2009 do marca 2010 był szkoleniowcem Czarnych Słupsk. Przedtem pracował m.in. w LMT Ryga, BC Kijów, BK Ryga, Arsenalu Tula, AEL Limasol, Skonto Ryga.
Jego bratem jest Raimonds Miglinieks, również koszykarz.

## Osiągnięcia
Na podstawie, o ile nie zaznaczono inaczej.

### Drużynowe
- Mistrz:
  - ZSRR (1988)
  - Łotwy (1990)
- Wicemistrz ZSRR (1986, 1987)
- Brąz mistrzostw ZSRR (1989, 1991)
- Uczestnik rozgrywek Pucharu Koracia (1996–1998)

### Indywidualne
- Uczestnik meczu gwiazd ligi łotewskiej (2000)[6]
- Lider ligi łotewskiej w asystach (1996, 2000)[6]
- Zaliczony do Łotewskiej Galerii Sław Koszykówki

### Reprezentacja
- Mistrz:
  - olimpijski (1988)
  - Europy U–16 (1981)
  - Europy U–18 (1982)
- Wicemistrz:
  - uniwersjady (1989)
  - świata U–19 (1983)
- Uczestnik igrzysk olimpijskich (1988, 1992 – 4. miejsce)

### Trenerskie
- Mistrz:
  - Cypru (2006, 2007)
  - Azji jako asystent trenera kadry Chin (2005)
- Wicemistrz:
  - Łotwy (2001)
  - Ukrainy (2002, 2009)
- Brąz mistrzostw Ukrainy (2003)
- Ćwierćfinalista Eurocup (2007)
- Zdobywca Superpucharu Cypru (2007)
- Finalista Pucharu Cypru (2006, 2007)
- Trener Roku ligi cypryjskiej (2006)
- Uczestnik:
  - Eurochallenge All-Star Game (2007)
  - mistrzostw Europy jako asystent trenera kadry Łotwy (2009 – 13. miejsce)